# Distretto di Ranrahirca
Il distretto di Ranrahirca è un distretto del Perù nella provincia di Yungay (regione di Ancash) con 2.818 abitanti al censimento 2007 dei quali 936 urbani e 1.882 rurali.
È stato istituito il 15 ottobre 1941.